# Anatol Liabiedzka
Anatol Ouladzimiravitch Liabiedzka (en biélorusse Анато́ль Уладзі́міравіч Лябе́дзька ; en russe Анато́лий Влади́мирович Лебе́дько, Anatoli Vladimirovitch Lebedko), né le 27 juin 1961 dans le village de Tryliès, près de Minsk, est un homme politique biélorusse d'orientation libérale.
Opposé au président biélorusse Alexandre Loukachenko, qu'il accuse de pratiques dictatoriales, il est à la tête du Parti civil uni de Biélorussie. Il a autour de lui des structures, des experts, une représentation au parlement. Il tient des meetings, écrit sur les réseaux sociaux et travaille comme journaliste.
Actuellement, Liabiedzka est le représentant pour la réforme constitutionnelle et la coopération parlementaire au sein du bureau de Svetlana Tikhanovskaïa.